# Contea autonoma kazaka di Mori
La contea autonoma kazaka di Mori (木垒哈萨克自治县S) è una contea della Cina, situata nella regione autonoma di Xinjiang e amministrata dalla prefettura autonoma hui di Changji.